# Haasow
Haasow, niedersorbisch Hažow, ist ein Ortsteil der Gemeinde Neuhausen/Spree im brandenburgischen Landkreis Spree-Neiße.

## Geografische Lage
Haasow liegt im nordwestlichen Teil der Gemeinde, knapp 10 Kilometer östlich vom Cottbuser Stadtzentrum. Nördlich der Ortschaft verläuft die Bahnstrecke Cottbus–Forst–Żary. Der Ort zählt zum anerkannten Siedlungsgebiet der Sorben/Wenden.
Nordöstlich von Haasow liegt der ausgekohlte Tagebau Cottbus-Nord, der im Osten durch die Bundesstraße 97 vom Tagebau Jänschwalde getrennt wird.

## Geschichte
Die Ausgrabung eines bronzezeitlichen Röhrenbrunnens erfolgte 1999 in Haasow. 
Haasow wurde wahrscheinlich während der deutschen Ostkolonisation von deutschen Einwanderern angelegt. Im Jahr 1283 wird ein Hasowe Schieckel erwähnt, es ist jedoch unsicher, ob damit Haasow gemeint ist. In einem Lehnbrief für Sigismund von Zabeltitz wird 1536 das Dorff Haso genannt. Eingepfarrt ist Haasow ins südlich gelegene Kahren.
Die 23 Gehöfte sind im 16. Jahrhundert auf drei Gutsherren aufgeteilt. Bis 1860 verdoppelt sich die Zahl der Gehöfte und die Einwohnerzahl steigt auf 297.
Ende des 19. Jahrhunderts stellten fast ausschließlich Sorben die Bevölkerung von Haasow. Ihren niedersorbischen Dialekt untersuchte Paul Wirth während seines Slawistikstudiums zusammen mit seinem Professor Max Vasmer. Die Ergebnisse legten sie 1932 vor.
Nach dem Zweiten Weltkrieg wurde in Haasow ein sowjetischer Ehrenfriedhof eingerichtet.
Am 19. September 2004 wurde Haasow mit den Gemeinden Bagenz, Drieschnitz-Kahsel, Frauendorf, Gablenz, Groß Döbbern, Groß Oßnig, Kathlow, Klein Döbbern, Komptendorf, Koppatz, Laubsdorf, Neuhausen, Roggosen und Sergen zur Gemeinde Neuhausen/Spree zusammengeschlossen.

## Politik
Zur Kommunalwahl am 25. Mai 2014 wurde ein neuer Ortsbeirat aus 3 Mitgliedern gewählt:
- Ortsvorsteher: Karl-Heinz Gayh
- Stellvertreter: Andreas Hau
- Andreas Auge